# إيكاسيناوية
الإيكاسيناوية (الاسم العلمي: Icacineae) هي قبيلة من النباتات تتبع فصيلة الإيكاسينية من طبقة النجمياوايات.

## أجناس الإيكاسيناوية
- الإيكاسينا